# Lőrinc Schlauch
Lőrinc Schlauch (Uj Arad, 27 de março de 1824 – Nagyvárad, 10 de julho de 1902) foi um cardeal húngaro da Igreja Católica, bispo de Nagyvárad.

## Biografia
Nasceu em 27 de março de 1824, em Uj Arad, na antiga Hungria. Era filho de Pal Schlauch, um arquiteto, e de Katharina Jost. Seus estudos primários foram em Szegedin e seus estudos secundários em Arad (1834-1838); mais tarde, estudou em Szeged (1838-1842); depois, frequentou o Seminário Central de Pest (1842-1836) e, finalmente, então, frequentou a Universidade de Budapeste, onde obteve o doutorado em teologia em 30 de janeiro de 1867. Recebeu as insígnias do caráter clerical e das ordens menores em 15 de dezembro de 1846, o subdiaconato em 21 de dezembro de 1846 e o diaconato em 2 de janeiro de 1847.
Foi ordenado padre em 3 de abril de 1847. Na diocese de Csanád, foi pároco em Gross-Sanct Micklos, Oravica, Pecka e Temesvár. Foi cooperador em várias paróquias durante cinco anos. Em 1850, foi nomeado professor de teologia dogmática, história eclesiástica e direito canônico no Seminário de Csanád. Foi pároco em Merczyfalva, entre 1859 e 1869 e em Giarmata, até 1872. Tornou-se reitor do capítulo da catedral de Csanád, cargo que exerceu entre 1872 e 1873. Em 24 de julho daquele ano, tornou-se reitor do capítulo da catedral de Szatmár.
Ele havia sido nomeado pelo Imperador Francisco José I da Áustria em 17 de março de 1873 como bispo de Szatmár (agora Satu Mare, na Romênia) e foi confirmado em 25 de julho de 1873. Foi consagrado em 21 de setembro de 1873, em Esztergom, por János Simor, arcebispo de Esztergom, assistido por George Schoppe, bispo de Rozsnyó, por János Pauer, bispo auxiliar de Szekesfehervar, e por Joseph Szabó, bispo auxiliar de Esztergom. Assistente no Trono Pontifício, a partir de 30 de julho de 1886. Foi apresentado pelo Imperador para a Diocese de Nagyvárad dos Latinos (atualmente Oradea Mare, na Romênia) em 8 de abril de 1887 e foi transferido para aquela Sé em 26 de maio.
Foi criado cardeal pelo Papa Leão XIII, no Consistório de 12 de junho de 1893, recebendo o barrete vermelho e o título de cardeal-presbítero de São Jerônimo dos Croatas em 21 de maio de 1894. Ele era um orador eloquente e, como membro do Senado Imperial, defendeu os interesses católicos. 
Faleceu em 10 de julho de 1902, em Nagyvárad. Foi velado na catedral de Nagyvárad, onde ocorreu o funeral, e ali enterrado. Seu corpo foi posteriormente levado para a atual Timișoara (antiga Temesvár), e segundo seu testamento, enterrado na cripta da família Schlauch, ao lado de seu pai.